# Oggetti non stellari nella costellazione del Pesce Australe
Principali oggetti non stellari visibili nella costellazione del Pesce Australe.

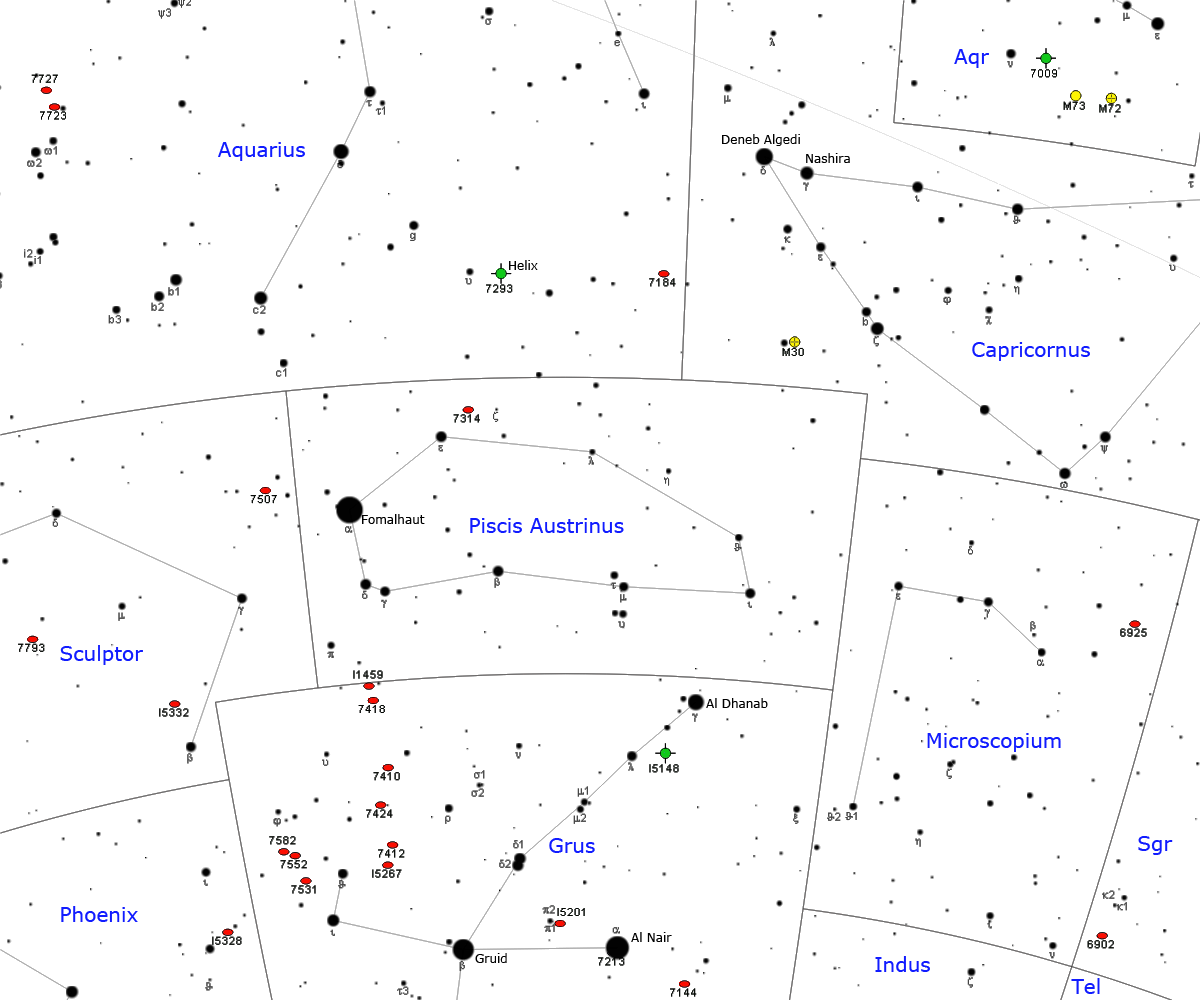
Mappa della costellazione del Pesce Australe.

## Galassie
- BDF-521
- BDF-3299
- NGC 7176
- NGC 7314

## Ammassi di galassie
- Abell 3854
- Abell S1077